# Аргал
Аргал (на гръцки: Ἄργαλος, Argalos – „Блестящия“; на латински: Argalus) е в древногръцката митология шестият цар на Спарта.
Син е на Амикъл и Диомеда. Брат е на Хиацинт и Кинорт. От Павзаний е наречен фалшиво също Харпал.
Той е баща на Дерейт и Ойбал. След неговата смърт владетел на Спарта става брат му Кинорт.